# 항가이산맥

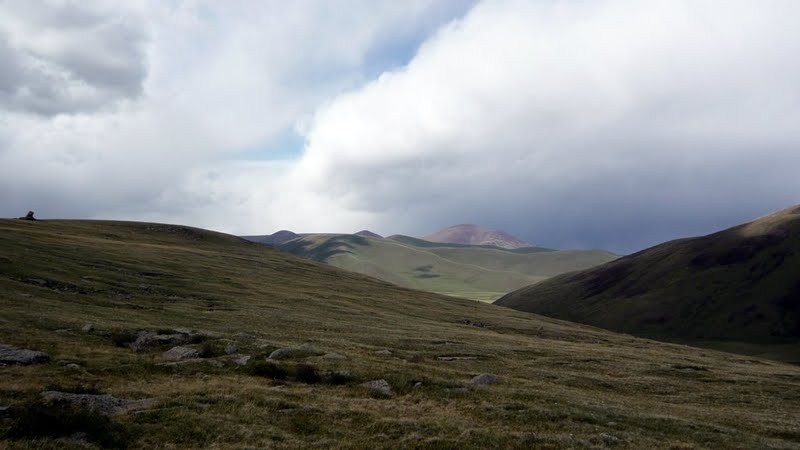

항가이산맥은 몽골 중부에 위치한 산맥으로서, 수도 서쪽으로 약 400km 가량에 위치해 있다. 최고봉은 옷곤 텡거(Otgontenger)이고, 높이는 약 3905m다.